# Patins à roulettes

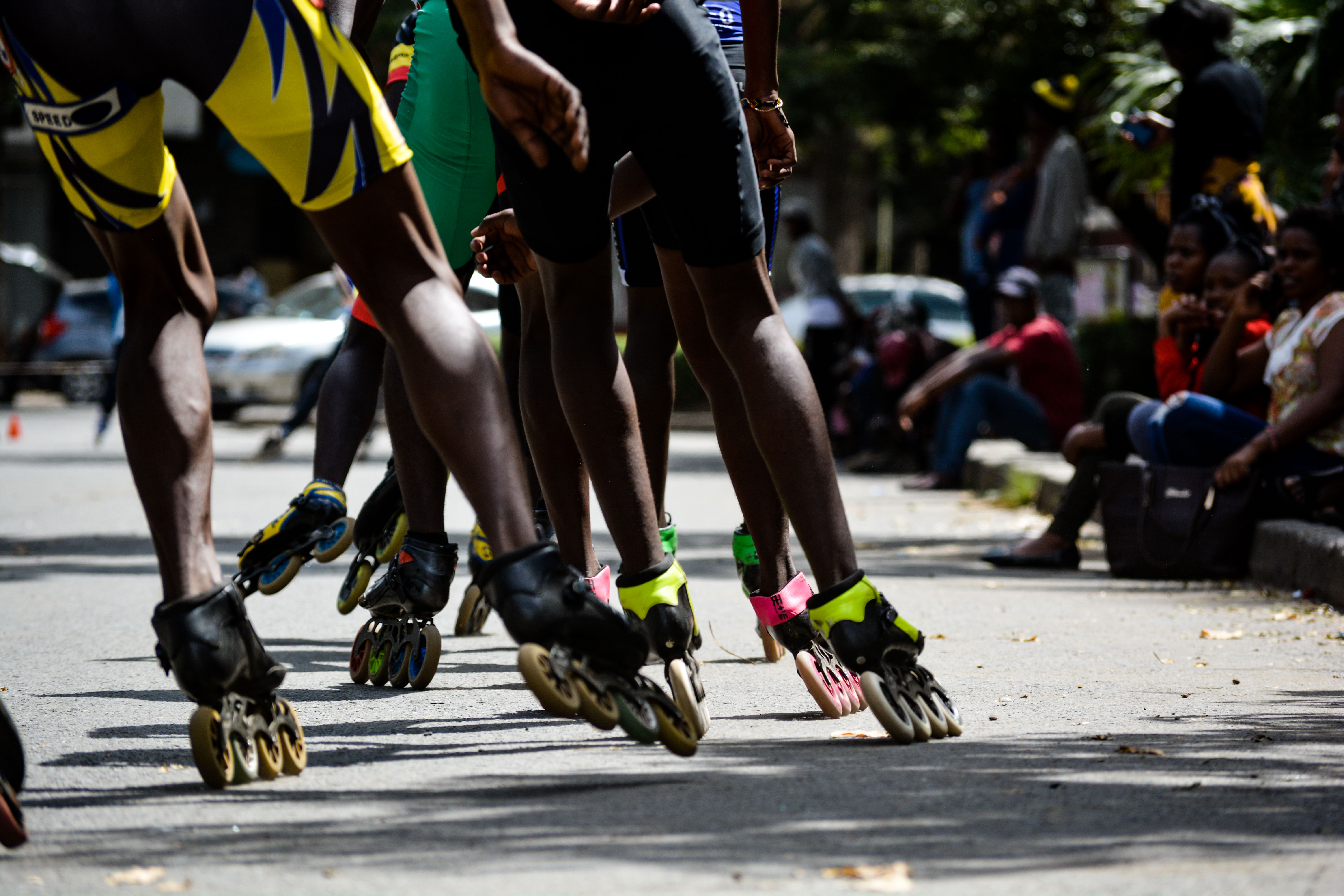
Une course de patins à roulettes.

Les patins à roulettes, ou rollers,, sont des appareils portés aux pieds qui permettent de se déplacer en appuyant le poids de son corps sur des roulettes. 
Dans sa forme la plus simple, un patin à roulettes est une bottine à semelle renforcée qui s'appuie sur quatre roulettes, elles-mêmes tournant sur des roulements à billes et disposées selon la même configuration que les automobiles à quatre roues. Sa pratique sportive est le patinage à roulettes.

## Chronologie
Dans un dessin du dernier quart du XVIIe siècle, Jean I Berain décrit dans un aide mémoire (zibaldone) la manière dont était élaboré un spectacle de la Comédie-Italienne et dont était vêtu et équipé Arlequin, qui était chaussé de souliers munis de petites roulettes.
L'inventeur du patin à roulettes serait le Belge Jean-Joseph Merlin (né en 1735 à Huy), ou bien le Néerlandais Hans Brickner, lequel aurait été le premier à créer des patins, en fixant des roulettes en bois sous ses chaussures, au début du XVIIIe siècle.
Le Londonien Robert John Tyers expérimente des patins au XVIIIe siècle dans les alentours de Piccadilly Circus, mais ces derniers ne permettent pas de prendre des virages. L’Américain James Leonard Plimpton breveta en 1865 l'articulation qui permet de le faire.
Le 12 novembre 1819, le Français Charles-Louis Petibled dépose le premier brevet d'invention. Le 21 août 1849, un autre Français nommé Louis Legrand dépose un brevet pour une paire de patins à roues alignées et jumelées. Il collabore avec le compositeur d'opéra Italien Meyerbeer et fait connaître le patinage à roulettes aux Parisiens dans Le Prophète.
La pratique du patin à roulette est à la mode dans les années 1870 ; en 1878 les Skating Rink (sic) sont nombreux. Le  « Skating Palais » du 55, avenue de Bois de Boulogne (aujourd'hui avenue Foch) à Paris propose une piste de cent mètres par vingt-cinq. Colette décrit ce lieu de patinage et de rendez-vous mondain dans L'Ingénue libertine.
En 1884, l'Américain Richardson inclut dans les roues des roller-skates des roulements à billes mis au point une quinzaine d'années auparavant.

## Galerie

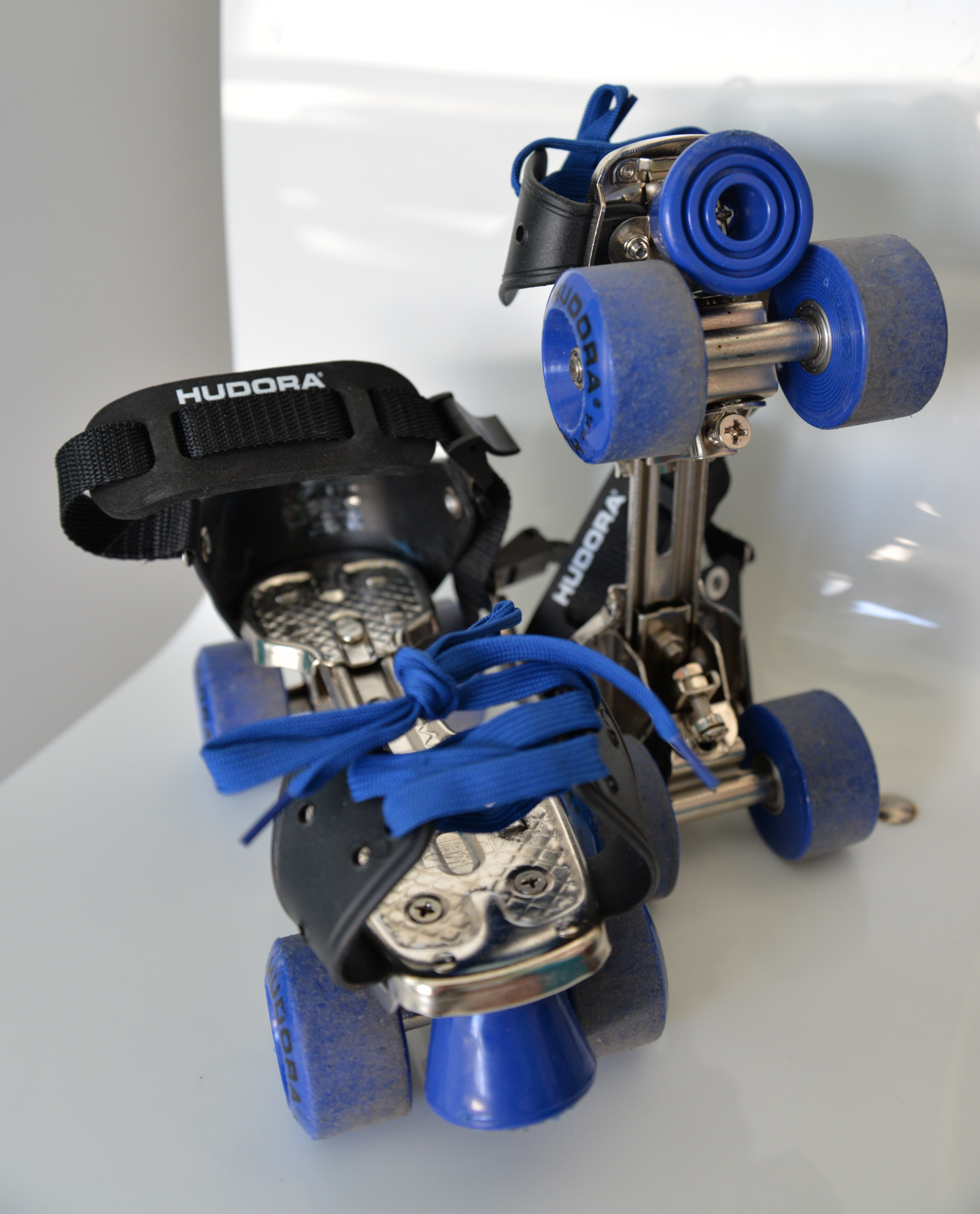
Les patins à roulettes classiques de marque Hudora®.
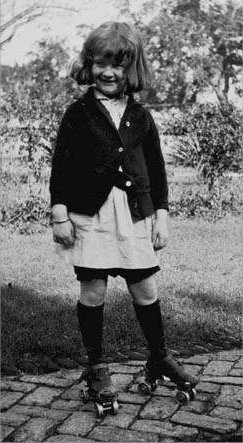
Fillette portant des patins à roulettes en 1921.
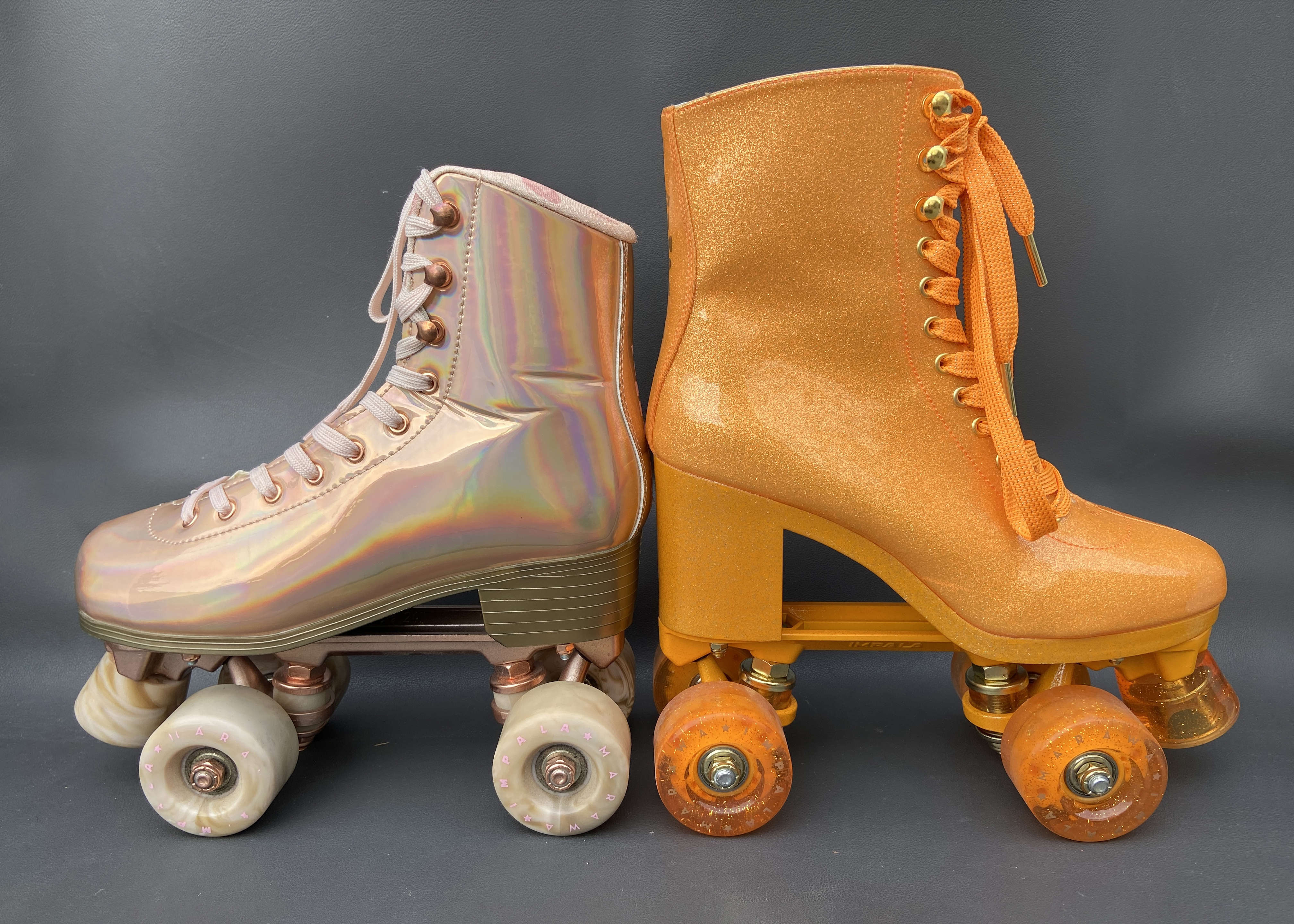
Patins à roulettes à la mode en 2022.

## Utilisations
Il existe dans le monde entier des spectacles de patinage artistique qui se nomment gala ou des concours appelés challenge.